# Ing Yoe Tan
Ing Yoe Tan (Den Haag, 18 april 1948 – Amsterdam, 10 april 2020) was een Nederlands politica.

## Biografie
Tan was van Chinees-Indische afkomst. Ze werd geboren in Nederland en groeide op in Indonesië. Ze studeerde van 1968 tot 1975 rechten aan de Universiteit van Amsterdam. Aanvankelijk was ze werkzaam als stewardess, later trad ze in dienst van achtereenvolgens de gemeente Amsterdam en de Vereniging van Nederlandse Gemeenten (VNG). Van 1986 tot 2004 was Tan als senior-adviseur verbonden aan managementadviesbureau Berenschot.
Vanaf 1999 tot 2011 was zij namens de Partij van de Arbeid lid van de Eerste Kamer. In de senaat was Tan namens haar partij woordvoerder over binnenlands bestuur, privacy, cultuur en Antilliaanse zaken. Ze voerde onder andere het woord over de invoering van een landelijk elektronisch patiëntendossier. In 2010 stelde ze in een motie voor de voorbereidende activiteiten voor het dossier, waarvoor de Tweede Kamer een jaar eerder toestemming had gegeven, op te schorten. In april 2011 wees de senaat aanvullende wetgeving rond het gebruik van het EPD unaniem af en werden twee moties van Tan met daarin verscherpte eisen aangenomen.
Ing Yoe Tan was voorzitter van het multi-etnisch vrouwennetwerk binnen de PvdA. De laatste jaren van haar leven leed ze aan de ziekte van Parkinson. Ze overleed in 2020 op 71-jarige leeftijd na een besmetting met SARS-CoV-2.
- Parlement.com: vg09llkqvuz3